# Mortagne-sur-Gironde
Pour les articles homonymes, voir Mortagne.
Mortagne-sur-Gironde est une commune du sud-ouest de la France, située dans le département de la Charente-Maritime (région Nouvelle-Aquitaine). Ses habitants sont appelés les Mortagnais et les Mortagnaises.
Bordant les rives de l'estuaire de la Gironde, cette petite cité du Royannais fut pendant plusieurs siècles une principauté, titre qu'elle acquit au lendemain de la guerre de Cent Ans, mais finit par perdre par déshérence. Importante place forte militaire, elle devint également un port de premier ordre au XVIIIe siècle, classé troisième port de Gironde (après Bordeaux et Blaye) au milieu du XXe siècle, avant de décliner peu à peu. Elle vit aujourd'hui principalement du tourisme, restant malgré tout un port de pêche relativement actif.
La cité est divisée en deux entités distinctes : la ville ancienne, campée sur une falaise, s'organise autour de son église et de quelques rues commerçantes, tandis que le port, en contrebas, est bordé d'ancienne minoteries. Une partie des maisons ont été reconverties en bars, restaurants et commerces, faisant de cette partie de la cité un pôle économique actif en période estivale. Non loin de là, se dresse un ermitage monolithe remontant aux premiers siècles de l'ère chrétienne.
Mortagne-sur-Gironde appartient à la communauté d'agglomération Royan Atlantique, structure intercommunale regroupant 81 896 habitants (2014).
La commune appartient également depuis 2011 au réseau « Villages de pierres et d'eau », label initié par le conseil général afin de promouvoir des sites exceptionnels présentant la particularité d'être situés au bord d'une étendue d'eau (mer, rivière, étang…).

## Géographie

### Localisation
La commune de Mortagne-sur-Gironde est située dans la partie sud-ouest du département de la Charente-Maritime, sur la rive droite de l'estuaire de la Gironde, à mi-chemin entre les villes de Blaye, au sud (dans le département de la Gironde) et de Royan, au nord. Appartenant au midi de la France — on parle plus précisément de « midi atlantique », elle peut être rattachée à deux grands ensembles géographiques, le Grand Ouest français et le Grand Sud-Ouest français.

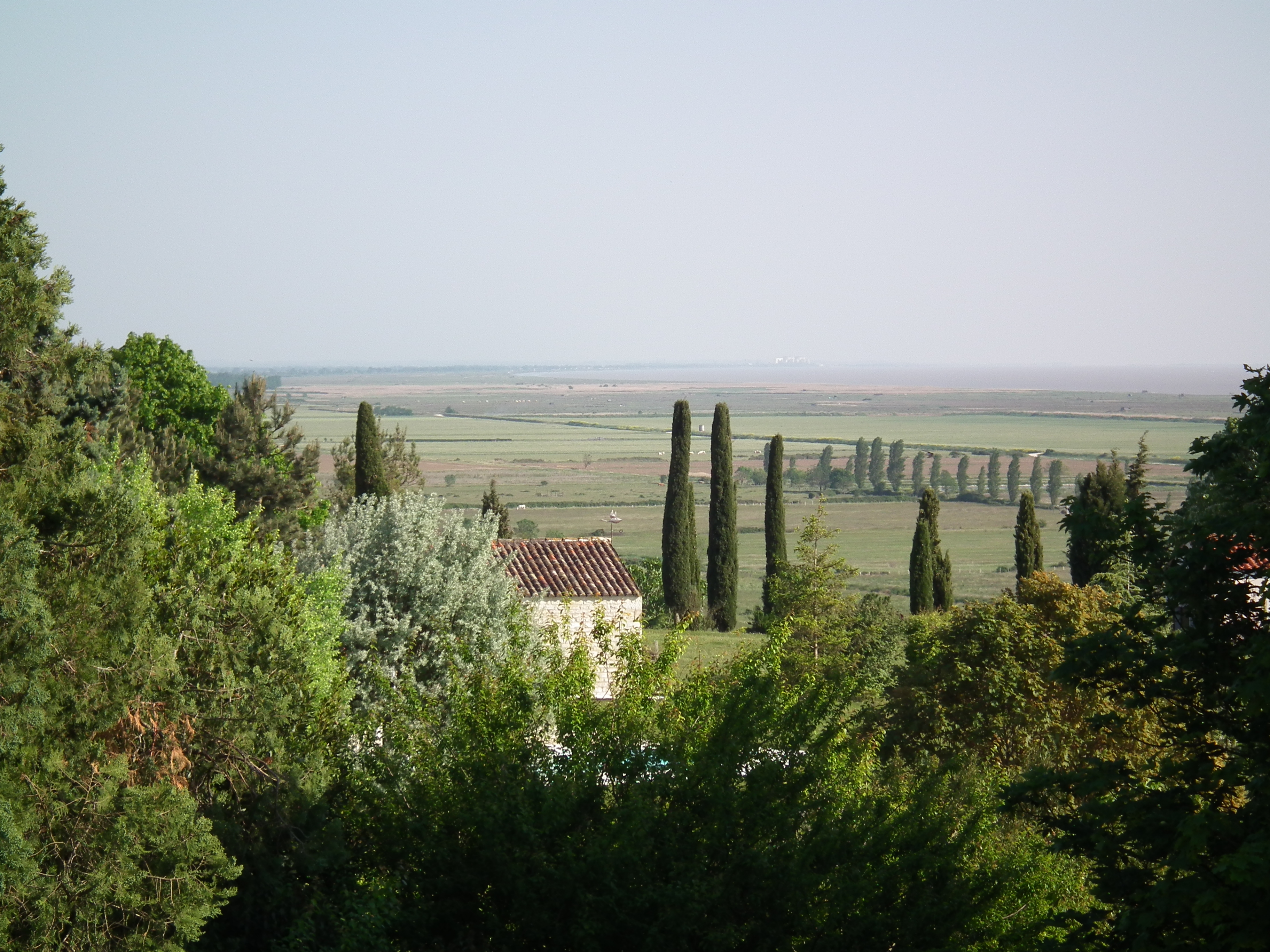
La Petite Camargue s'étend de Saint-Seurin-d'Uzet à Blaye.

Elle est rattachée administrativement au canton de Saintonge Estuaire et à l'arrondissement de Saintes et se trouve à  25 kilomètres de Royan, 30 kilomètres de Saintes, 40 kilomètres de Blaye, 73 kilomètres de Bordeaux et 80 kilomètres de La Rochelle, préfecture du département.
La petite cité se divise en deux entités, qui tirent chacune partie des caractéristiques géographiques du site : une « ville haute », campée sur de puissantes falaises, constituant l'une des extrémités du plateau crétacé de Saintonge, répondant à une « ville basse » (également appelée « la Rive ») établie en contrebas, autour du port de plaisance, dans une zone marécageuse constituée d'alluvions récentes. Le bassin de plaisance, creusé dans les terres, est relié à l'estuaire par un chenal, dit chenal de Mortagne. L'estuaire de la Gironde, que l'on peut contempler depuis une table d'orientation située sur les hauteurs (place Bel-Air; la vue porte jusqu'à Pauillac et Le Verdon-sur-Mer), est large de douze kilomètres.

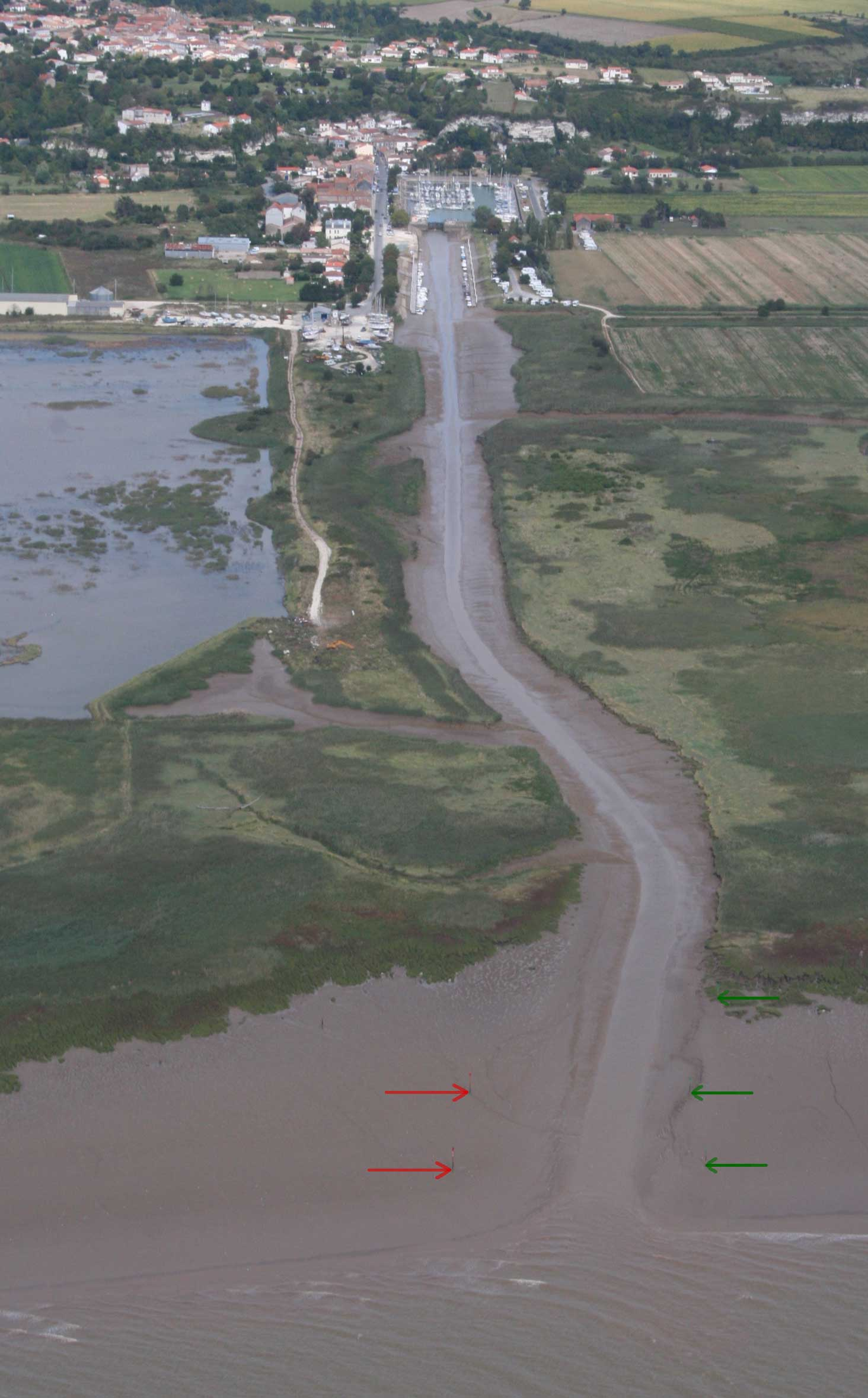
Vue aérienne du chenal reliant le port à l'estuaire de la Gironde.

Les falaises de Mortagne, qui forment un véritable mur de plus de trente mètres de haut, sont dites mortes, c'est-à-dire qu'elles ne sont plus baignées par les flots de l'estuaire, mais se dressent en retrait, au milieu des terres. Elles sont constituées de roches calcaires, issues de l'accumulation des sédiments marin il y a environ 80 millions d'années. Ces roches, datées du Crétacé, et plus exactement de l'étage stratigraphique du Campanien, sont riches en spongiaires et bryozoaires. Certaines falaises ont été rabotées au moment des glaciations : des formes en « U » caractéristiques sont encore visibles. Elles témoignent de la présence de vallées glaciaires au Quaternaire.
Le territoire communal est constitué en grande partie de champagnes calcaires et de croupes plus ou moins accentuées (hauteurs de La Roche Tendron, de Vil Mortagne, de Peu-Renoux…) où sont cultivés maïs, blé, avoine, tournesols, luzerne, ainsi que la vigne qui sert à produire des eaux-de-vie réputées, cognac et pineau des Charentes.
Des combes (vallées sèches) entaillent le plateau en divers endroits : on note ainsi la combe à Rambaud, près du hameau l'Échailler, la combe de Font-Pâques, plus profonde, la combe de Jau, qui vient s'y greffer, la combe d'Armel, dans la partie sud-est, près du lieu-dit la Richarde, mais aussi, tout au nord, la combe de la Bataille.

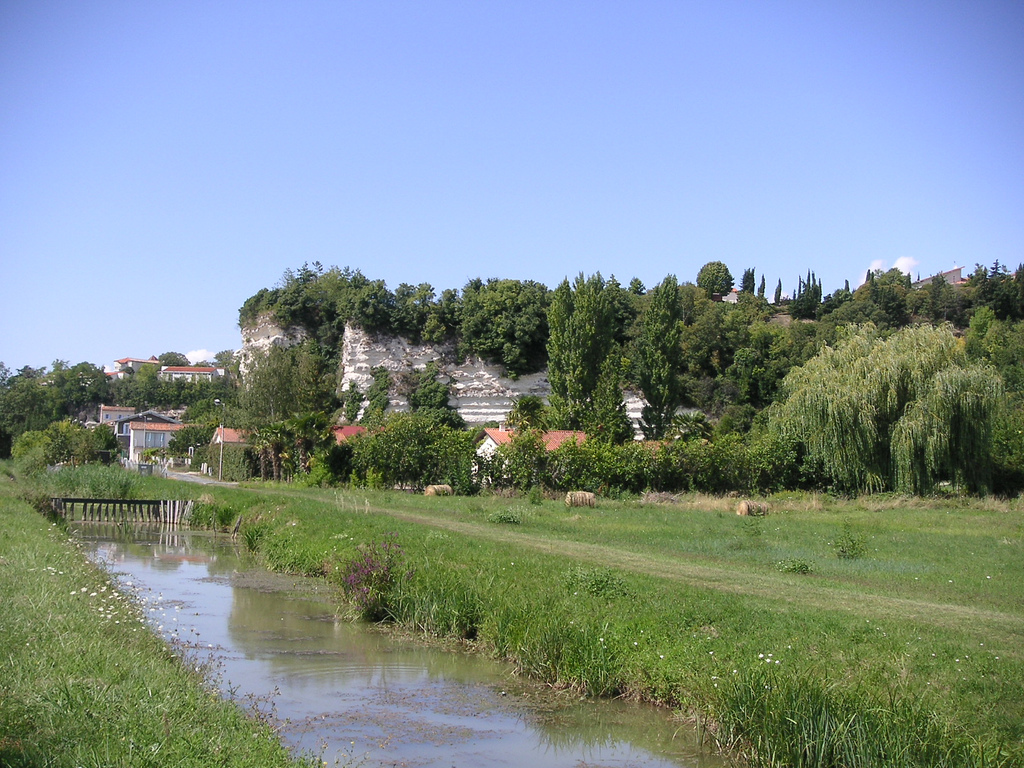
Les Falaises Mortes étaient autrefois battues par les flots.

Une source jaillit dans la partie sud-est de la commune, donnant naissance à un modeste cours d'eau, la rivière de Fontdevine. Long de 4,7 kilomètres, il est tributaire de la Gironde.
Au pied des falaises, se sont constituées de vastes zones marécageuses, issues de la présence dans les eaux de l'estuaire de nombreuses alluvions argileuses, qui se sont accumulées progressivement. Ces vastes étendues humides, appelées Petite Camargue ou Camargue saintongeaise, s'étendent de Saint-Seurin-d'Uzet à Blaye. Ponctuées de roselières et sillonnées de canaux, elles accueillent une riche végétation palustre. Elles se prolongent par une partie immergée, le banc de Saint-Seurin.
Les forêts constituent près de 17 % du territoire communal, et se concentrent surtout dans sa partie septentrionale (forêt de Valleret). Elles sont constituées essentiellement de chênes pédonculés, de chênes tauzins, de chênes pubescents ou de frênes.
La commune est une des étapes d'un sentier de grande randonnée balisé, le GR 360.

### Voies de communication et transports

#### Voies routières
La commune, un peu en marge des grands axes de communication, est accessible par plusieurs routes secondaires. La principale est la D 145 ou « route verte », itinéraire touristique reliant Bordeaux à Royan, qui longe la rive droite de l'estuaire de la Gironde. En entrant à Mortagne depuis Saint-Seurin-d'Uzet, la route devient sinueuse et parfois pentue (côte de 14 % au lieu-dit « Tire-Cul »), en raison des « falaises mortes » qui modifient le relief : elle offre des points de vue spectaculaires sur l'estuaire et les marais de la « Petite Camargue ».
L'extrémité nord du territoire communal est traversée par une route importante, seule véritable « artère » du canton de Cozes : la D 730, qui appartient au réseau des routes départementales de première catégorie (fréquentation importante : plus de 3 000 véhicules par jour). Cet axe majeur, dit « route de Bordeaux », irrigue toute la partie méridionale du département, jusqu'à La Roche-Chalais, en Dordogne. C'est également la principale voie de communication (hors autoroute) pour rejoindre Mirambeau, Blaye et Bordeaux. La D 6, qui vient se greffer sur la D 730, relie directement le hameau de Touvent (commune de Boutenac-Touvent) au centre-bourg, ménageant des vues panoramiques sur l'estuaire de la Gironde et les côtes médocaines.
Dans la partie occidentale de la commune, la D 245 et la D 245 e permettent de desservir les hameaux de Beauchêne, Font-Pâques, Chez Bouyer ou Font-Remy.
La commune ne dispose pas de gare de chemins de fer. Les gares SNCF les plus proches sont situées à Royan, Saintes et Pons.

#### Transports urbains
La commune est desservie par le réseau de transports départementaux « Les Mouettes ». Des correspondances existent avec les gares de Saintes et Royan.

### Communes limitrophes
| Chenac-Saint-Seurin-d'Uzet     | Virollet                               | Brie-sous-Mortagne                                        |
|                                | Mortagne-sur-Gironde                   | Boutenac-Touvent, Brie-sous-Mortagne (par un quadripoint) |
| Jau-Dignac-et-Loirac (Gironde) | Valeyrac (Gironde, par un quadripoint) | Floirac                                                   |

Les communes de Jau-Dignac-et-Loirac et Valeyrac sont sur la rive gauche de l'estuaire de la Gironde.

### Environnement
L’estuaire de la Gironde est une zone humide formée à la lisière de la terre et de la mer. Cet entrecroisement des frontières écologiques, en font un écosystème complexe et varié. Les rives de la Gironde présentent une multitude de milieux naturels tels que : les  roselières, les prés salés atlantiques du schorre, les mares de chasse, les falaises et coteaux calcaires en bordure d’estuaire.
L’apport, l’accumulation et le recyclage de sédiments et de substances nutritives en continu placent les estuaires en tête des écosystèmes les plus productifs de la planète. Leur intérêt n’est plus à démontrer pour de nombreuses espèces de poissons qui y trouvent zones de reproduction et de nourricerie où par exemple de jeunes bars, mulets, maigres, gobies, flets, soles viennent se nourrir sur les vases immergés de l’ancien polder.
Les falaises et coteaux qui eux bordent l’estuaire sont reconnus pour leur richesse botanique. On y retrouve des espèces comme le chou marin (Crambe maritima), adaptées aux conditions extrêmes de ces falaises soumises aux embruns et à la sécheresse.
De  par ses ressources trophiques importantes, l’estuaire de la Gironde constitue une escale migratoire pour la conservation de nombreuses espèces  d’oiseaux d’Europe du Nord : phragmite aquatique, gorge bleue à miroir, rémiz penduline, passereaux paludicoles ou limicoles.
Une grande partie du territoire communal est intégrée à une zone protégée en raison de la richesse de son écosystème (prés salés atlantiques, mares temporaires méditerranéennes, pelouses sèches, falaises, estuaire de la Gironde et marais associés). Les marais de la Petite Camargue, fréquentés par de nombreuses espèces d'oiseaux, sont le cadre de visites guidées régulières.

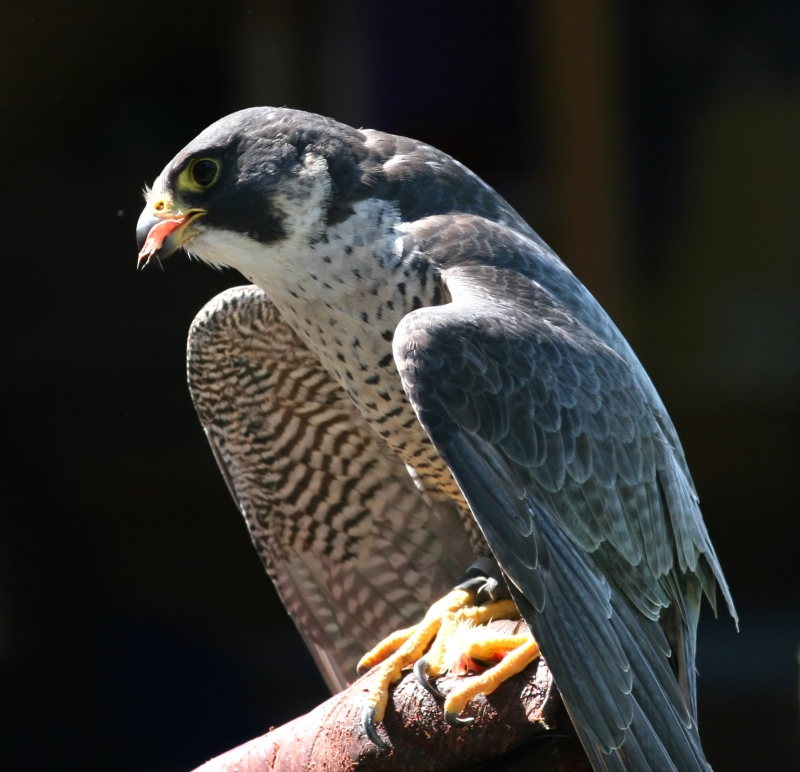
Le faucon pèlerin est présent sur les coteaux de Gironde

La préservation de la biodiversité a conduit à intégrer 1 % de la surface communale dans une zone naturelle d'intérêt écologique, faunistique et floristique de classe I (petits espaces homogènes) — soit respectivement les marais de la Petite Camargue, la combe d'Armel, les falaises de Saint-Seurin et le banc de Saint-Seurin-les-Conches — et 40 % dans une zone de classe II (grands espaces naturels riches), comprenant l'estuaire de la Gironde, ses marais et ses coteaux. Cet ensemble, qui couvre plusieurs communes, bénéficie d'une protection spéciale dans le cadre du réseau de protection des espaces naturels de grande valeur patrimoniale Natura 2000 (classement en « site d'importance communautaire »). Les différents sites sont fréquentés par de nombreux mammifères (loutre, vison, grand et petit rhinolophe, barbastelle…), par des amphibiens (cistude d'Europe, espèce protégée) et par de nombreuses espèces d'oiseaux, pour qui les rives de la Gironde sont une étape migratoire, un lieu de reproduction ou d'hivernage (busard cendré, busard des roseaux, échasse blanche, faucon hobereau, faucon pèlerin, tadorne de Belon, phragmite aquatique, gorge bleue à miroir…). L'estuaire de la Gironde est quant à lui une importante étape migratoire pour le saumon atlantique, l'esturgeon, l'alose et la lamproie.
8 % du territoire communal est concerné par la directive oiseaux (protection des oiseaux sauvages et de leur biotope) et 35 % par la directive habitats-faune-flore.
Reconquête du fleuve sur l’ancien polder de Mortagne-sur-Gironde : dans la nuit du 27 décembre 1999, une tempête exceptionnelle s’abat sur les côtes atlantiques françaises. Dans l’estuaire de la Gironde, la montée des eaux détruit les digues d’un polder agricole de 190 hectares, pour envahir la terres et partie basse de la petite ville de Mortagne-sur-Gironde. En l’absence de digue, les terrains agricoles où était pratiquée une agriculture intensive depuis 1960 (maïs, tournesol) deviennent difficilement exploitables. La tempête en détruisant les digues de protection du polder, a rendu le site submersible lors des marées. Aujourd’hui l’eau salée de l’estuaire parvient dans le polder entrainant une sédimentation : phénomène essentiel dans le processus de reconquête du polder. L’apport d’une banque de graines a réactivé la dynamique naturelle de la végétation. Le polder est dorénavant marqué par un étagement de végétation caractéristique des marais estuariens de la côte atlantique avec la salicorne, la scirpe maritime et du roseau commun sur une vingtaine de kilomètres le long de la côte charentaise. Ces milieux naturels sont des zones d’intérêt majeur pour reproduction et la migration de nombreuses espèces végétales et animales.

### Climat
Le climat dont bénéficie la Charente-Maritime est un climat océanique tempéré de type aquitain, marqué par un ensoleillement moyen assez important : avec 2 250 heures par an, il est comparable à celui que connaît une partie de la côte méditerranéenne. La pluviosité y est modérée, les précipitations ne dépassant pas 1 200 mm par an. Les températures, quant à elles, varient en moyenne de +5 °C en hiver à +20 °C en été.
Les îles et l'ensemble du littoral de la Charente-Maritime se caractérisent par un climat particulièrement doux en hiver, et rafraîchissant l'été, grâce aux influences océaniques perpétuellement en mouvement (brise marine). Ces conditions climatiques favorables, toujours soumises aux influences de l'océan Atlantique, ont favorisé un véritable microclimat de type sub-aquitain et l'existence d'une végétation déjà méridionale. Ainsi la flore se caractérise-t-elle par la présence étonnante de lauriers-roses, eucalyptus, agaves, et même les mimosas se mettent à fleurir dès le mois de janvier. Aux essences déjà méridionales du chêne vert (ou yeuse) et du ciste, s'ajoutent une forte présence de palmiers, figuiers, orangers et même oliviers. Il existe toutefois un contraste entre le littoral, assez sec et ensoleillé et l'intérieur des terres, davantage pluvieux. La pluviométrie passe ainsi de 750 mm sur le littoral à 950 mm dans l'intérieur de la Haute-Saintonge.

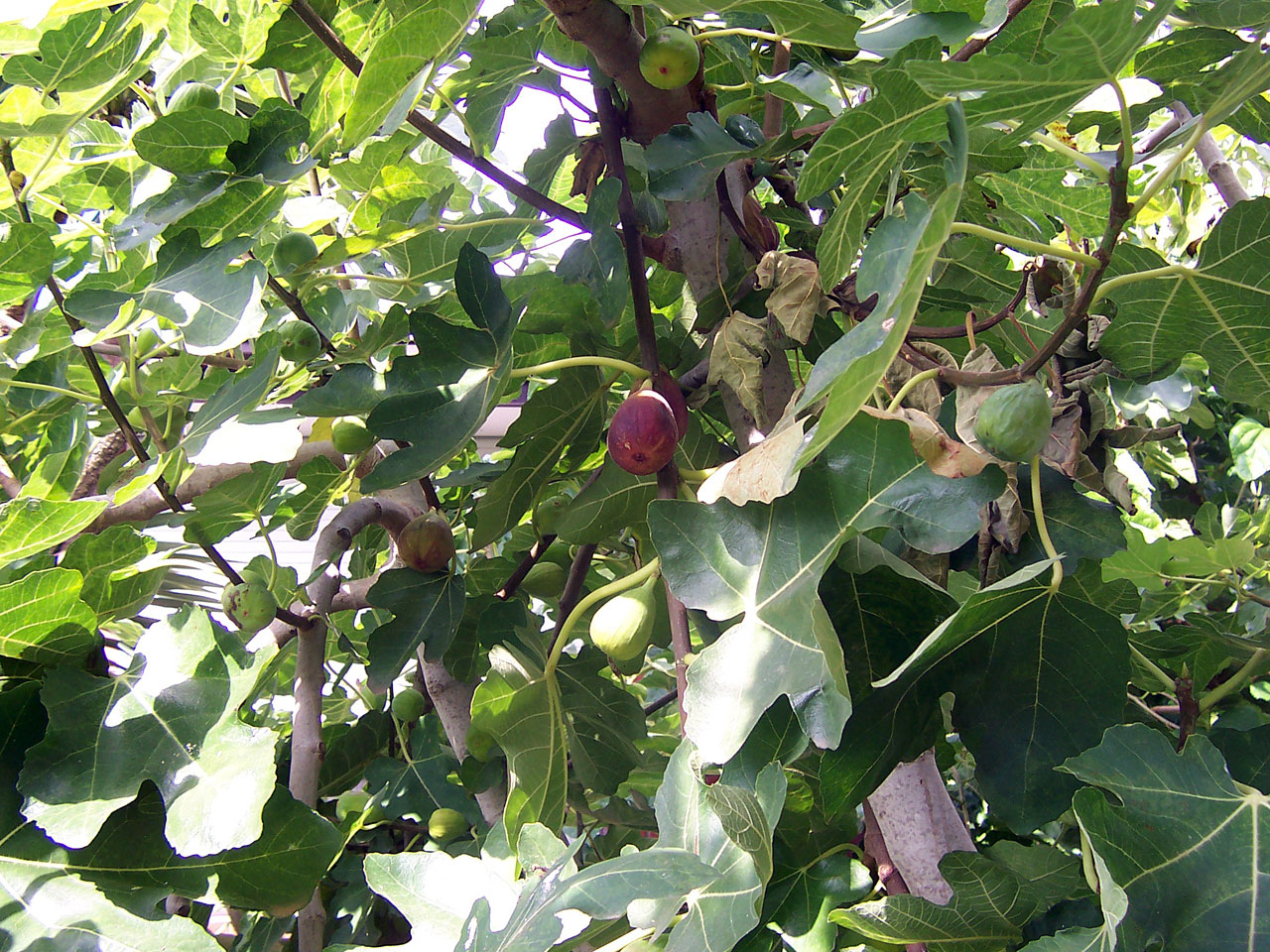
Le figuier pousse spontanément dans les terrains calcaires de la région.

Les relevés de la station météorologique de La Rochelle entre 1946 et 2000 permettent de déterminer quelques dates majeures au point de vue climatique en Charente-Maritime : ainsi, au cours de ce laps de temps, la température la plus froide est relevée le 15 février 1956 : −13,6 °C. 
Un pic de température (dépassé seulement au cours de la canicule de 2003) est atteint le 8 juillet 1982 avec près de 39 °C à l'ombre. 
Si 1953 est considérée comme l'année la plus sèche, 2000 est au contraire la plus pluvieuse.
À Bordeaux, les températures moyennes relevées sont de 6,4 °C en janvier et de 20,9 °C en août, avec une moyenne annuelle de 13,3 °C. Les records de chaleur enregistrés sont de 41,9 °C le 16/8/1892 et les records de froid de −16,4 °C le 16/1/1985. Le département de la Gironde connaît en moyenne 15 à 20 jours en été où les températures dépassent les 30 °C. Des températures extrêmes peuvent aussi être observées comme lors de l'été 2003 où la température a atteint 41 °C. Ce même été, il y a eu 12 jours consécutifs où les maximales ont atteint ou dépassé les 35 °C.
Charente-Maritime et Gironde ont cependant connu des hivers très froids en 1956, 1985, 1987 et 2012.
La région a été durement affectée par la tempête Martin du 27 décembre 1999. Les records nationaux de vents enregistrés sont atteints avec 198 km/h au nord de l'île d'Oléron (station de la pointe de Chassiron). Des pointes à 194 km/h sont relevées à Royan.
Un an après le passage de la tempête Klaus (janvier 2009), la commune est touchée par la tempête Xynthia (février 2010). Si de violentes bourrasques sont relevées sur la commune, le territoire est avant tout affecté par des inondations, ainsi que par quelques dégâts matériels (chutes d'arbres, de poteaux électriques, etc.).
Les tableaux suivants résument les principales données climatiques des stations de Météo-France de Bordeaux (environ 70 kilomètres au sud) et de La Rochelle (environ 80 kilomètres au nord-ouest).

#### Données générales
| Ville                | Ensoleillement · (h/an) | Pluie · (mm/an) | Neige · (j/an) | Orage · (j/an) | Brouillard · (j/an) |
| -------------------- | ----------------------- | --------------- | -------------- | -------------- | ------------------- |
| Médiane nationale    | 1 852                   | 835             | 16             | 25             | 50                  |
| Mortagne-sur-Gironde | 2250                    | 755             | 4              | 13             | 26                  |
| Paris                | 1 717                   | 634             | 13             | 20             | 26                  |
| Nice                 | 2 760                   | 791             | 1              | 28             | 2                   |
| Strasbourg           | 1 747                   | 636             | 26             | 28             | 69                  |
| Brest                | 1 555                   | 1 230           | 6              | 12             | 78                  |
| Bordeaux             | 2 070                   | 987             | 3              | 32             | 78                  |

#### Données météorologiques à La Rochelle
| Mois                              | jan. | fév. | mars | avril | mai  | juin | jui. | août | sep. | oct. | nov. | déc. | année |
| --------------------------------- | ---- | ---- | ---- | ----- | ---- | ---- | ---- | ---- | ---- | ---- | ---- | ---- | ----- |
| Température minimale moyenne (°C) | 3,4  | 2,8  | 5,4  | 7,4   | 10,7 | 13,7 | 15,8 | 15,7 | 13,7 | 10,5 | 6,3  | 3,9  | 9,2   |
| Température moyenne (°C)          | 5,9  | 6,9  | 8,7  | 11,1  | 14,3 | 17,5 | 19,8 | 19,6 | 17,8 | 14,2 | 9,4  | 6,6  | 12,7  |
| Température maximale moyenne (°C) | 8,5  | 9,9  | 12,1 | 14,7  | 17,9 | 21,3 | 23,8 | 23,5 | 21,8 | 18   | 12,6 | 9,2  | 16,1  |
| Ensoleillement (h)                | 84   | 111  | 174  | 212   | 239  | 272  | 305  | 277  | 218  | 167  | 107  | 85   | 2 250 |
| Précipitations (mm)               | 82,5 | 66,1 | 57   | 52,7  | 61,1 | 42,9 | 35,1 | 46,4 | 56,5 | 81,6 | 91,8 | 81,8 | 755,3 |

#### Données météorologiques à Bordeaux
| Mois                              | jan.  | fév.  | mars | avril | mai  | juin | jui. | août | sep. | oct. | nov.  | déc.  | année |
| --------------------------------- | ----- | ----- | ---- | ----- | ---- | ---- | ---- | ---- | ---- | ---- | ----- | ----- | ----- |
| Température minimale moyenne (°C) | 2,8   | 3,4   | 4,6  | 6,6   | 10,3 | 13   | 15,1 | 15,2 | 12,5 | 9,5  | 5,5   | 3,8   | 8,5   |
| Température moyenne (°C)          | 6,4   | 7,6   | 9,6  | 11,6  | 15,4 | 18,3 | 20,8 | 20,9 | 18,1 | 14,2 | 9,4   | 7,3   | 13,3  |
| Température maximale moyenne (°C) | 10    | 11,7  | 14,5 | 16,5  | 20,5 | 23,5 | 26,4 | 26,6 | 23,7 | 18,8 | 13,4  | 10,7  | 18,1  |
| Record de froid (°C)              | −16,4 | −15,2 | −9,9 | −5,3  | −1,8 | 2,5  | 4,8  | 1,5  | −1,8 | −5,3 | −12,3 | −13,4 | −16,4 |
| Record de chaleur (°C)            | 20,2  | 26,2  | 29,8 | 31,1  | 35,4 | 38,5 | 39,2 | 41,9 | 37,6 | 32,2 | 25,1  | 22,5  | 41,9  |
| Précipitations (mm)               | 92    | 82,6  | 70   | 80    | 83,9 | 63,8 | 54,5 | 59,5 | 90,3 | 94,1 | 106,9 | 106,7 | 984,1 |

## Urbanisme

### Typologie
Au 1er janvier 2024, Mortagne-sur-Gironde est catégorisée bourg rural, selon la nouvelle grille communale de densité à 7 niveaux définie par l'Insee en 2022.
Elle est située hors unité urbaine et hors attraction des villes,.
La commune, bordée par l'estuaire de la Gironde, est également une commune littorale au sens de la loi du 3 janvier 1986, dite loi littoral. Des dispositions spécifiques d’urbanisme s’y appliquent dès lors afin de préserver les espaces naturels, les sites, les paysages et l’équilibre écologique du littoral, tel le principe d'inconstructibilité, en dehors des espaces urbanisés, sur la bande littorale des 100 mètres, ou plus si le plan local d’urbanisme le prévoit.

### Occupation des sols
L'occupation des sols de la commune, telle qu'elle ressort de la base de données européenne d’occupation biophysique des sols Corine Land Cover (CLC), est marquée par l'importance des territoires agricoles (43,6 % en 2018), en diminution par rapport à 1990 (46,4 %). La répartition détaillée en 2018 est la suivante : 
eaux maritimes (36,6 %), terres arables (18,4 %), zones agricoles hétérogènes (11,8 %), cultures permanentes (11,5 %), forêts (10,5 %), zones humides côtières (6,9 %), zones urbanisées (2,4 %), prairies (1,8 %). L'évolution de l’occupation des sols de la commune et de ses infrastructures peut être observée sur les différentes représentations cartographiques du territoire : la carte de Cassini (XVIIIe siècle), la carte d'état-major (1820-1866) et les cartes ou photos aériennes de l'IGN pour la période actuelle (1950 à aujourd'hui).

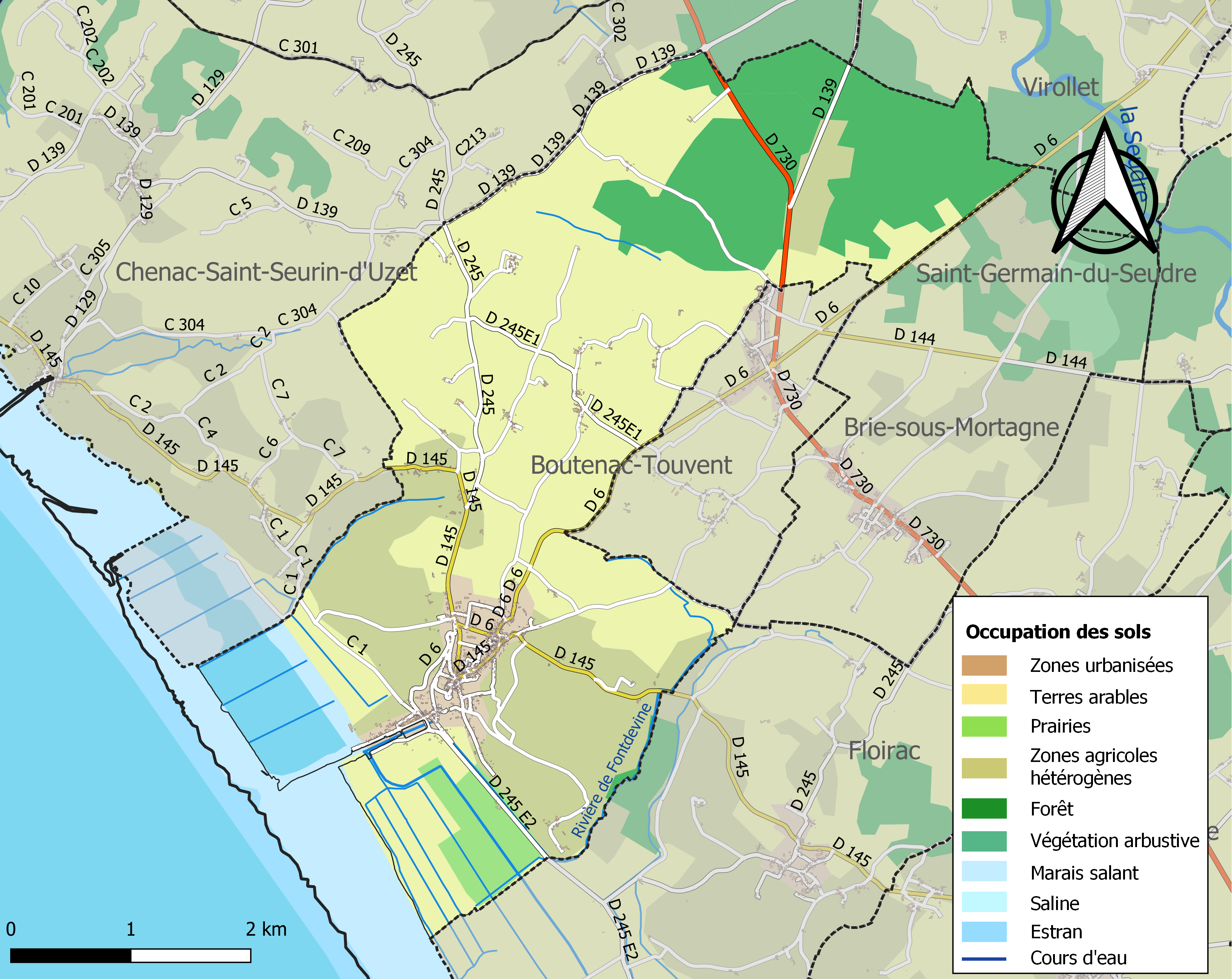
Carte des infrastructures et de l'occupation des sols de la commune en 2018 (CLC).

### Risques majeurs
Le territoire de la commune de Mortagne-sur-Gironde est vulnérable à différents aléas naturels : météorologiques (tempête, orage, neige, grand froid, canicule ou sécheresse), inondations, feux de forêts, mouvements de terrains et séisme (sismicité faible). Il est également exposé à un risque technologique,  le transport de matières dangereuses. Un site publié par le BRGM permet d'évaluer simplement et rapidement les risques d'un bien localisé soit par son adresse soit par le numéro de sa parcelle.

#### Risques naturels
Certaines parties du territoire communal sont susceptibles d’être affectées par le risque d’inondation par débordement de cours d'eau et par submersion marine. La commune a été reconnue en état de catastrophe naturelle au titre des dommages causés par les inondations et coulées de boue survenues en 1982, 1988, 1999 et 2010,.
Mortagne-sur-Gironde est exposée au risque de feu de forêt du fait de la présence sur son territoire de la forêt de la Lande, un massif classé à risque dans le plan départemental de protection des forêts contre les incendies (PDPFCI), élaboré pour la période 2017-2026 et qui fait suite à un plan 2007-2016. Les mesures individuelles de prévention contre les incendies sont précisées par divers arrêtés préfectoraux et s’appliquent dans les zones exposées aux incendies de forêt et à moins de 200 mètres de celles-ci. L’article L.131-1 du code forestier et l’arrêté du 2 décembre 2020 règlementent l'emploi du feu en interdisant notamment d’apporter du feu, de fumer et de jeter des mégots de cigarette dans les espaces sensibles et sur les voies qui les traversent sous peine de sanctions. Un autre arrêté du 2 décembre 2020 rend le débroussaillement obligatoire, incombant au propriétaire ou ayant droit,,,.

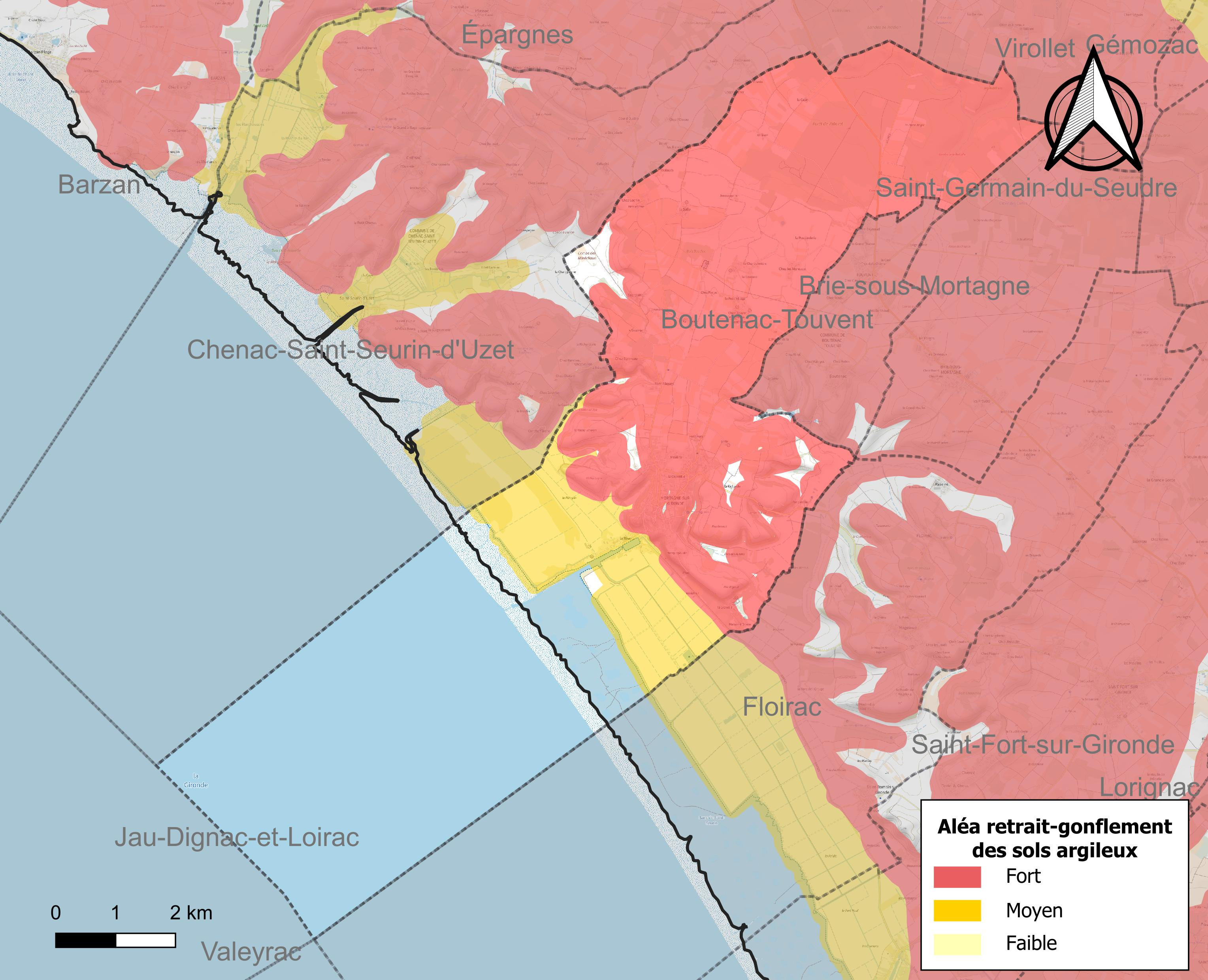
Carte des zones d'aléa retrait-gonflement des sols argileux de Mortagne-sur-Gironde.

Les mouvements de terrains susceptibles de se produire sur la commune sont des tassements différentiels.
Le retrait-gonflement des sols argileux est susceptible d'engendrer des dommages importants aux bâtiments en cas d’alternance de périodes de sécheresse et de pluie. 58,1 % de la superficie communale est en aléa moyen ou fort (54,2 % au niveau départemental et 48,5 % au niveau national). Sur les 699 bâtiments dénombrés sur la commune en 2019,  688 sont en aléa moyen ou fort, soit 98 %, à comparer aux 57 % au niveau départemental et 54 % au niveau national. Une cartographie de l'exposition du territoire national au retrait gonflement des sols argileux est disponible sur le site du BRGM,.
Par ailleurs, afin de mieux appréhender le risque d’affaissement de terrain, l'inventaire national des cavités souterraines permet de localiser celles situées sur la commune.
Concernant les mouvements de terrains, la commune a été reconnue en état de catastrophe naturelle au titre des dommages causés par la sécheresse en 1989, 1991, 2003, 2005 et 2009 et par des mouvements de terrain en 1999 et 2010.

#### Risques technologiques
Le risque de transport de matières dangereuses sur la commune est lié à sa traversée par une ou des infrastructures routières ou ferroviaires importantes ou la présence d'une canalisation de transport d'hydrocarbures. Un accident se produisant sur de telles infrastructures est susceptible d’avoir des effets graves sur les biens, les personnes ou l'environnement, selon la nature du matériau transporté. Des dispositions d’urbanisme peuvent être préconisées en conséquence.

## Toponymie
Le nom de la localité est attesté sous la forme [castrum] Mauritaniae en 1086
Du bas latin Mauritania, du nom probable d'une station militaire romaine du Bas-Empire composées de soldats mauresques ou d'un établissement d'habitants originaires de Mauritanie, explication identique aux autres Mortagne. Ernest Nègre préfère voir dans le type toponymique Mortagne, l'anthroponyme latin Mauretanus et du suffixe -ia.
Remarque : ce type de formation en -ia est couramment associé à un nom ethnique dans la toponymie du Bas Empire : Alemania sur Alaman > Allemagne-en-Provence; Hispania > Épaignes; etc.

## Histoire

### Origines de la cité
Des fouilles archéologiques effectuées sur le territoire communal révèlent des traces d'occupation humaine très ancienne, ce que montre notamment la présence d'un éperon barré remontant au néolithique au lieu-dit de Vil-Mortagne. Des traces d'habitation gallo-romaines ont été également découvertes, qui seraient, selon certaines hypothèses, les restes d'une villa ayant appartenu à saint Ausone, ce qui n'est pas attesté. Au IIe siècle de notre ère, un ermitage monolithe est fondé par des moines, qui creusèrent au fil des siècles un ensemble comportant cellules et église à même la falaise, selon des techniques que l'on retrouve à Aubeterre-sur-Dronne.
Vers le XIIe siècle, Mortagne devint une place fortifiée, ce qui s'explique aisément étant donné la topologie des lieux, formant un promontoire protégé par des falaises. Des remparts et un château fort vinrent compléter l'œuvre de la nature pour former une place forte réputée imprenable. L’autorité du seigneur de Mortagne était appuyée par le prieuré des chanoines réguliers de l’ordre de Saint-Augustin qui gérait alors neuf paroisses.

### Une place forte très convoitée
Durant la guerre de Cent Ans, la ville se trouvera au centre d'interminables combats entre les partis anglais et français. En 1378, lors d'un nouveau siège de la cité par les troupes anglaises, le prince gallois Owain Lawgoch, allié du roi de France, périra assassiné par le mercenaire John Lamb. La place forte, conquise par les Anglais, passera définitivement à la France en 1407, à la suite d'une bataille remportée par François Ier de Montb(e)ron († très âgé vers 1470 ; fils du maréchal Jacques Ier de Montb(e)ron et de Marie de Maulévrier et d'Avoir), qui tenait la seigneurie de Mortagne de sa femme Louise de Clermont (-Nesle), dame de Matha et de Chef-Boutonne, princesse de Mortagne et de Didonne, vicomtesse d'Aunay, petite-fille paternelle du maréchal Jean de Clermont et de Marguerite de Mortagne d'Au(l)nay, et petite-fille maternelle d'Archambaud V de Périgord et de Louise de Matha (dont la tante Yolande de Matha était d'ailleurs la mère dudit Jacques de Montbron). Ce fait d'armes vaudra à François de Montbron l'érection de la terre en principauté (1407). La principauté de Mortagne et la baronnie d'Arvert passèrent ensuite au fils cadet de François, Guichard de Montb(e)ron, père entre autres enfants de René et d'Antoine de Montbron,.
Mais la principauté se divise, sous l'effet de confiscations et de contestations : les puissants Coëtivy obtiennent une part (Olivier de Coëtivy (1418-1480), comte de Taillebourg, sire de Royan et de Saujon, est le gendre de Charles VII, et son fils Charles-François est l'oncle de François Ier). Cette part de la principauté va connaître une double succession, avant réunification de toutes les parts : 
- Louise de Coëtivy, dame de Mortagne (fille de Charles-François et cousine germaine de François Ier) épouse Charles de La Trémoïlle, d'où François de La Trémoille (v. 1502-1542), père de Louis III de La Trémoille (1521-1577). 
  - Vers 1554, vente au maréchal Jacques Goyon de Matignon (1525-1598), qui rachète la part des Montb(e)ron vers 1590.
  - Son fils Charles de Goyon-Matignon (1564-1648) cède en 1605 à Henri-Auguste de Loménie de Brienne (1595-1666),
  - qui vend en 1638 au cardinal de Richelieu (aussi acquéreur de Didonne, Cozes et Saujon).
  - Les héritiers de Richelieu doivent céder en 1665 au maréchal César-Phébus d´Albret (1614-1676), prince de Pons, comte de Miossens (voir ci-après), dont la fille Marie-Françoise d'Albret (1650-1692) épouse en 2° noces en 1682 Charles de Lorraine (1648-1708), comte de Marsan (de la Maison de Lorraine-Guise-Elbeuf). Sans postérité, mais Mortagne, Pons, Bédeille (voir à cet article), Coarraze et Miossens restent aux Lorraine-Marsan.
  - À la Révolution, Mortagne est à un cousin, Charles-Eugène de Lorraine, prince de Lambesc, duc d'Elbeuf, le dernier des Guise.
- Marie/Marguerite de Coëtivy, sœur de Charles-François et tante de Louise, dame de Mortagne en partie, mariée en 2° noces à François Ier de Pons, vicomte de Turenne en partie, prince de Mortagne par sa femme : d'où François II de Pons, père d'Antoine de Pons (sa fille Antoinette de Pons — sœur d'autre Antoinette de Pons — marie Henri Ier d'Albret, souverain (prince) de Bédeille, baron de Coarraze et de Miossens : d'où Henri II d'Albret-Miossens, le père de César-Phébus) et de Charles de Pons (arrière-grand-père de Marie-Elisabeth de Pons, mariée à François-Amanieu d'Albret-Miossens (v. 1629-1672), le frère cadet de César-Phébus).

### La principauté de Mortagne

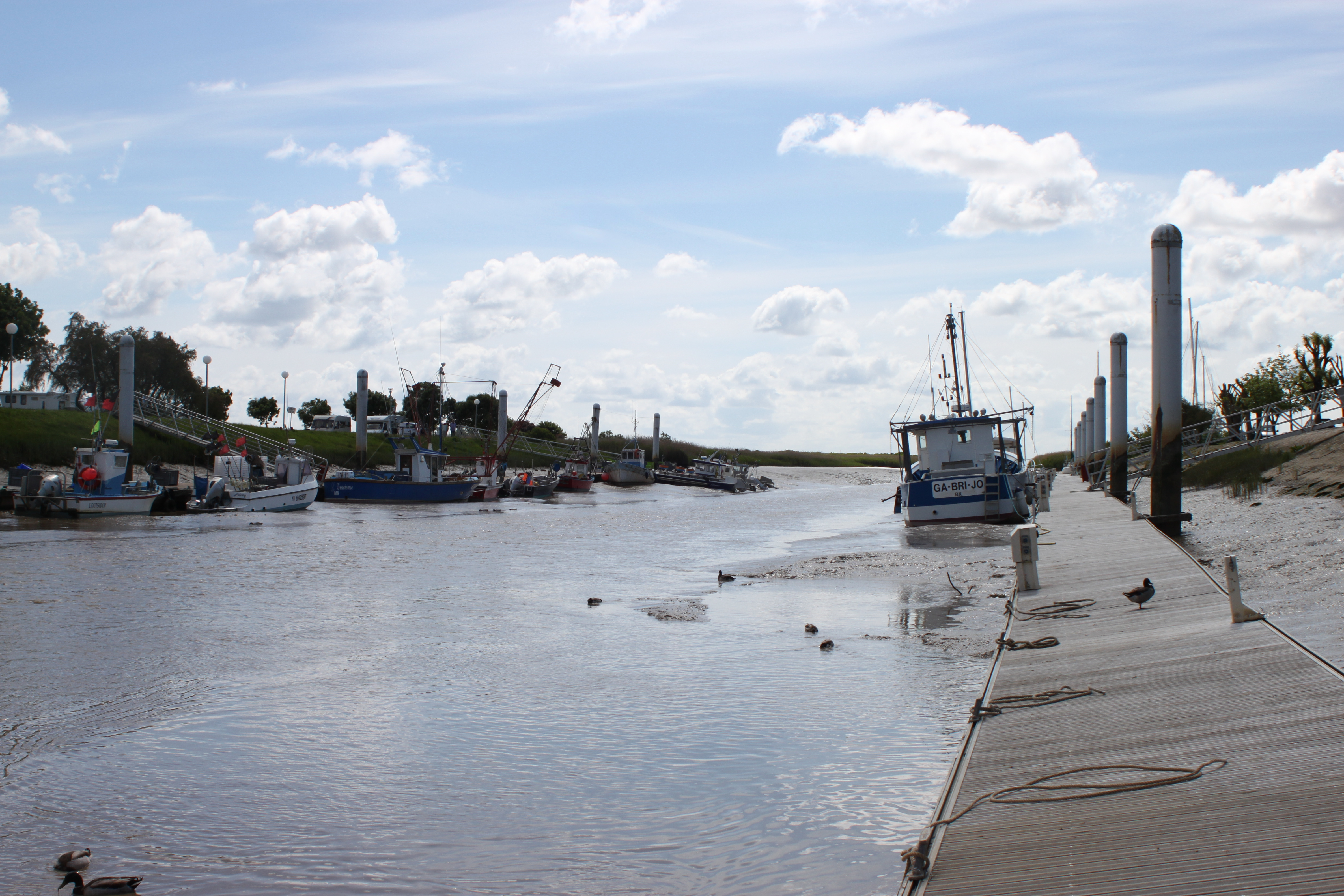
Le port, à marée basse.

En 1580, au moment des guerres de religion, Mortagne, place forte catholique, est conquise et mise à sac par les troupes du  poète-soldat Agrippa d'Aubigné. Le prieuré et l'église Saint-Étienne sont incendiés. Quelques années plus tard, en 1622, Louis XIII en personne vint soutenir les opérations militaires et délivra la principauté de Mortagne.
Par la suite, le cardinal de Richelieu, principal ministre de Louis XIII, obtint la principauté de Mortagne de 1624 à 1642. Elle passa ensuite aux marquis de Villeroy jusqu'à la Révolution.
Le creusement du bassin à flot fut commencé au XVIIIe siècle. Le port de Mortagne deviendra à la fois un port militaire, de commerce et de pêche, abritant, entre autres, des navires de la Royale. À cette époque, la ville se divise en deux quartiers principaux : la Ville-Haute, siège des représentants du prince, des autorités religieuses et de la bourgeoisie, et la Ville-Basse, regroupée autour du port, qui devient le poumon économique de la cité. On y installe de nombreuses minoteries, des entrepôts, une cimenterie. La Révolution verra la fin de la principauté et la transformation de la ville en commune du canton de Cozes.

### Un port important

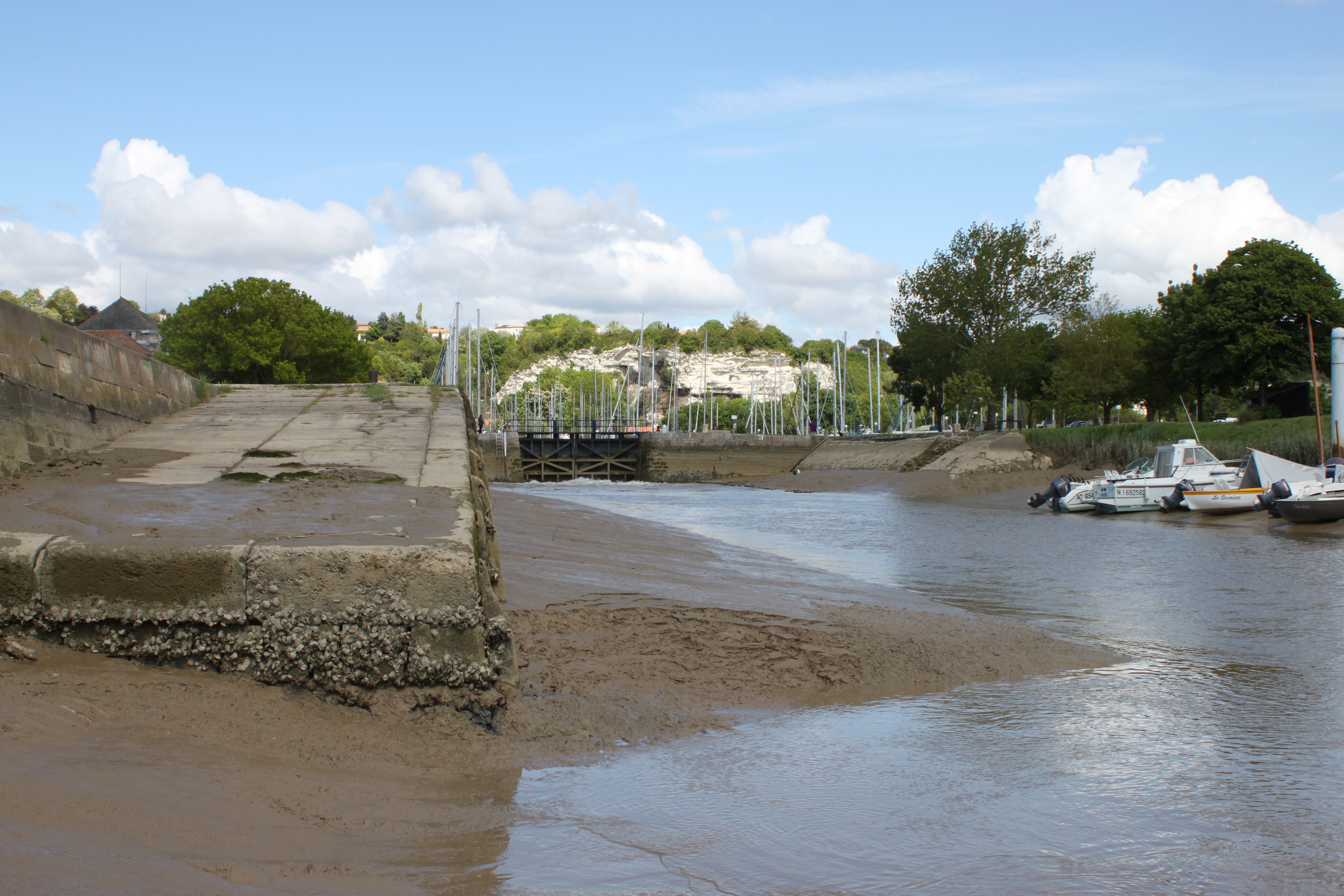
Écluse du bassin à flot.

Le chemin de fer est installé en 1891. En 1906, la Marine nationale s'emploie à élargir le port, qui recevra jusqu'en 1914 des navires militaires, notamment des contre-torpilleurs et des sous-marins.
Plusieurs cargos assureront également des liaisons commerciales régulières, en particulier avec le Royaume-Uni, lesquelles ne cesseront qu'avec le début de la Seconde Guerre mondiale. En 1939, le port de Mortagne est classé troisième port de l'estuaire de la Gironde, après Bordeaux et Blaye.
Aujourd'hui, la ville vit principalement du tourisme et du développement des activités tertiaires.

## Administration

### Administration municipale
De 1789 à 1799, en vertu de la loi du 14 décembre 1789, les agents municipaux (maires) sont élus au suffrage direct pour 2 ans et rééligibles, par les citoyens actifs de la commune âgés d'au moins 25 ans, contribuables payant une contribution au moins égale à 3 journées de travail dans la commune. Sont éligibles ceux qui paient un impôt équivalent au moins à dix journées de travail.

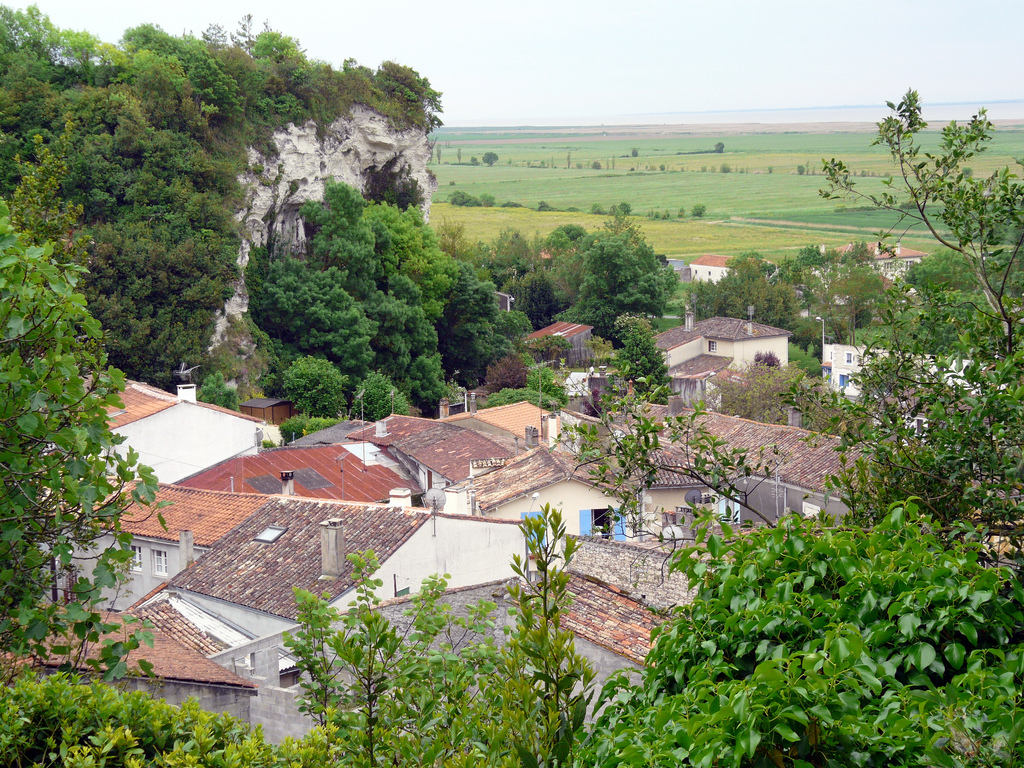
La Ville-Basse (ou la Rive) s'étend au pied des falaises, à proximité du port.

De 1799 à 1848, La constitution du 22 frimaire an VIII (13 décembre 1799) revient sur l’élection du maire, les maires sont nommés par le préfet pour les communes de moins de 5 000 habitants. La Restauration instaure la nomination des maires et des conseillers municipaux. Après les lois organiques 1831, les maires sont nommés (par le roi pour les communes de plus de 3 000 habitants, par le préfet pour les plus petites), mais les conseillers municipaux sont élus au suffrage censitaire pour six ans.
Du 3 juillet 1848 à 1851, les maires sont élus par le conseil municipal pour les communes de moins de 6 000 habitants.
De 1851 à 1871, les maires sont nommés par le préfet, pour les communes de moins de 3 000 habitants et pour 5 ans à partir de 1855. Après 1871, les maires sont de nouveau élus, sauf dans les chefs-lieux (de départements, d'arrondissements ou de cantons).
Le 15 novembre 1895, Mortagne prend le nom de Mortagne-sur-Gironde
Ce n'est que le 28 mars 1882, qu'une loi sur l’organisation municipale (encore en vigueur) est votée, et qui régit le principe de l'élection du maire et des adjoints par le conseil municipal, quelle que soit l'importance de la commune (sauf pour Paris). La loi du 5 avril 1884 fixe le mandat à quatre ans, durée portée le 10 avril 1929 à six ans.
De par sa taille, la commune dispose d'un conseil municipal de 15 membres (article L2121-2 du Code général des collectivités territoriales). Lors du scrutin de 2008, Jean-Louis Faure est élu conseiller municipal au premier tour puis nommé maire par celui-ci.

### Jumelages
La commune de Mortagne sur Gironde n'est jumelée avec aucune commune à l'heure actuelle. 

### Liste des maires
| Période                                  | Période  | Identité         | Étiquette | Qualité |
| ---------------------------------------- | -------- | ---------------- | --------- | ------- |
| Les données manquantes sont à compléter. |          |                  |           |         |
| 1984                                     | 1985     | André Boulerne   |           |         |
| 1985                                     | 1995     | Jean Dumas       |           |         |
| 1995                                     | 2020     | Jean-Louis Faure | LR        | Médecin |
| 2020                                     | En cours | Stéphane Cotier  |           |         |

### Région
À la suite de la réforme administrative de 2014 ramenant le nombre de régions de France métropolitaine de 22 à 13, la commune appartient depuis le 1er janvier 2016 à la région Nouvelle-Aquitaine, dont la capitale est Bordeaux. De 1972 au 31 décembre 2015, elle a appartenu à la région Poitou-Charentes, dont le chef-lieu était Poitiers.

### Canton
Mortagne-sur-Gironde appartient au canton de Saintonge Estuaire. Jusqu'au mois de mars 2015, elle appartenait au canton de Cozes.
Au moment de la réorganisation territoriale de 1790, Mortagne-sur-Gironde fut érigée en chef-lieu de canton au sein du district de Saintes, mais perdit cette fonction en 1800, par la loi du 28 pluviôse an VIII (17 février 1800).

## Population et société

### Démographie

#### Évolution démographique
L'évolution du nombre d'habitants est connue à travers les recensements de la population effectués dans la commune depuis 1793. Pour les communes de moins de 10 000 habitants, une enquête de recensement portant sur toute la population est réalisée tous les cinq ans, les populations de référence des années intermédiaires étant quant à elles estimées par interpolation ou extrapolation. Pour la commune, le premier recensement exhaustif entrant dans le cadre du nouveau dispositif a été réalisé en 2005.

En 2022, la commune comptait 911 habitants, en stagnation par rapport à 2016 (Charente-Maritime : +4,04 %, France hors Mayotte : +2,11 %).
| 1793  | 1800  | 1806  | 1821  | 1831  | 1836  | 1841  | 1846  | 1851  |
| ----- | ----- | ----- | ----- | ----- | ----- | ----- | ----- | ----- |
| 1 349 | 1 367 | 1 227 | 1 376 | 1 436 | 1 450 | 1 472 | 1 642 | 1 683 |

| 1856  | 1861  | 1866  | 1872  | 1876  | 1881  | 1886  | 1891  | 1896  |
| ----- | ----- | ----- | ----- | ----- | ----- | ----- | ----- | ----- |
| 1 612 | 1 661 | 1 608 | 1 560 | 1 659 | 1 705 | 1 638 | 1 638 | 1 657 |

| 1901  | 1906  | 1911  | 1921  | 1926  | 1931  | 1936  | 1946  | 1954  |
| ----- | ----- | ----- | ----- | ----- | ----- | ----- | ----- | ----- |
| 1 742 | 1 979 | 1 987 | 1 527 | 1 545 | 1 512 | 1 545 | 1 351 | 1 215 |

| 1962  | 1968  | 1975  | 1982  | 1990 | 1999 | 2005  | 2006  | 2010  |
| ----- | ----- | ----- | ----- | ---- | ---- | ----- | ----- | ----- |
| 1 310 | 1 210 | 1 121 | 1 039 | 972  | 967  | 1 001 | 1 022 | 1 023 |

| 2015 | 2020 | 2022 | - | - | - | - | - | - |
| ---- | ---- | ---- | - | - | - | - | - | - |
| 915  | 922  | 911  | - | - | - | - | - | - |

#### Pyramide des âges
La population de la commune est relativement âgée.
En 2018, le taux de personnes d'un âge inférieur à 30 ans s'élève à 19,6 %, soit en dessous de la moyenne départementale (29 %). À l'inverse, le taux de personnes d'âge supérieur à 60 ans est de 50,2 % la même année, alors qu'il est de 34,9 % au niveau départemental.
En 2018, la commune comptait 460 hommes pour 451 femmes, soit un taux de 50,49 % d'hommes, largement supérieur au taux départemental (47,85 %).
Les pyramides des âges de la commune et du département s'établissent comme suit.
| Hommes | Classe d’âge | Femmes |
| ------ | ------------ | ------ |
| 1,5    | 90 ou +      | 2,2    |
| 13,8   | 75-89 ans    | 15,6   |
| 34,4   | 60-74 ans    | 32,9   |
| 20,2   | 45-59 ans    | 22,7   |
| 8,9    | 30-44 ans    | 8,6    |
| 10,9   | 15-29 ans    | 10,5   |
| 10,3   | 0-14 ans     | 7,5    |

| Hommes | Classe d’âge | Femmes |
| ------ | ------------ | ------ |
| 1,1    | 90 ou +      | 2,6    |
| 10,1   | 75-89 ans    | 12,6   |
| 22     | 60-74 ans    | 23,2   |
| 20,1   | 45-59 ans    | 19,7   |
| 16,1   | 30-44 ans    | 15,6   |
| 15,2   | 15-29 ans    | 12,7   |
| 15,4   | 0-14 ans     | 13,6   |

### Médias

#### Télévision
Deux émetteurs permettent la réception des 19 chaînes gratuites de la télévision numérique terrestre (TNT) : celui de Royan-Vaux-sur-Mer couvre une partie du territoire communal, mais souffre parfois de perturbations dues au relief accidenté. Depuis le mois d'octobre 2010 et le passage de la région Poitou-Charentes au « Tout numérique », il est le seul à permettre la réception par voie hertzienne de France 3 Poitou-Charentes et de son décrochage France 3 Atlantique. La chaîne régionale peut néanmoins être reçue par satellite par l'intermédiaire du bouquet gratuit Fransat, et est reprise sur la plupart des réseaux ADSL.
L'émetteur de Bordeaux-Bouliac couvre une grande partie du territoire communal; il reprend également l'ensemble des chaînes gratuites de la TNT, ainsi que le décrochage régional de France 3 Aquitaine, France 3 Bordeaux-Métropole et la chaîne locale bordelaise TV7 Bordeaux. Cet émetteur de forte puissance a débuté la diffusion d'un multiplex permettant la réception de chaînes de télévision haute définition (HD).

#### Radio
La plupart des radios nationales présentes dans le département peuvent être écoutées dans la commune. Les informations départementales sont relayées par la station de radio publique France Bleu La Rochelle; cependant, France Bleu Gironde peut également être reçue sans difficultés. Les stations de radio locales pouvant être écoutées dans la commune sont principalement Terre Marine FM (généraliste émettant depuis Fouras, reprise par le réémetteur de Saintes, Mixx radio (techno, dance et musiques électroniques, émettant depuis Cognac et reprise par le réémetteur de Saintes), Wit FM (généraliste, émettant depuis Bordeaux) et Aqui FM (généraliste émettant depuis Saint-Germain-d'Esteuil, en Médoc).

#### Presse
La presse locale est représentée par le quotidien Sud Ouest, dont le siège est à Bordeaux. Des bureaux du journal sont implantés à Royan, Saintes et Blaye.

### Cultes
Mortagne appartient au diocèse catholique de La Rochelle et Saintes, lui-même subdivision de la province ecclésiastique de Poitiers depuis 2002 (de la province ecclésiastique de Bordeaux avant cette date) et au doyenné de Royan (secteur paroissial Notre-Dame-de-l'Estuaire).
La communauté protestante ne possède plus de lieu de culte dans la commune, le temple ayant été transformé en salle d'expositions. Les offices sont célébrés au temple de Cozes.

## Économie
La commune est au cœur d'un bassin d'emploi particulièrement attractif, la zone d'emploi de Royan (issue de la partition de l'ancienne zone d'emploi Saintonge maritime, qui regroupait de nombreuses communes du Pays Rochefortais, du Pays Marennes-Oléron et du Pays Royannais), forte de 27 753 emplois en 2008. La zone d'emploi de Royan est, avec celle de La Rochelle, la plus dynamique de l'ex-région Poitou-Charentes, toutes deux profitant « d'un tissu économique et d'une démographie dynamiques » (Insee). La croissance y est particulièrement soutenue, du fait du développement des activités tertiaires.
La position privilégiée de la commune, située dans l'arrière pays royannais, à proximité immédiate de nombreux sites touristiques ou historiques, explique que la principale activité économique de la ville soit le tourisme. La commune possède plusieurs campings et gites ruraux, un centre-ville doté des commerces de base, mais également un bassin à flot dont la capacité est de 200 bateaux. L'autre secteur économique important est la pêche, en particulier la pêche au maigre et aux pibales.

## Culture locale et patrimoine

### Lieux et monuments

#### Ermitage monolithe
Situé à 600 mètres au sud de la ville basse, l'ermitage Saint-Martial est entièrement aménagé au creux d'une puissante falaise. D'inspiration cappadocienne, il se compose de plusieurs cellules, d'un réfectoire, d'une cuisine et d'une curieuse église monolithe, qui, bien que moins connue que celles d'Aubeterre-sur-Dronne et de Saint-Émilion, compte parmi les sommets de l'architecture soustractive dans le Sud-Ouest de la France. D'une grande sobriété, elle conserve une tribune taillée à même le roc, une statue de saint Antoine d'Égypte et une autre de saint Martial.
Cet ermitage est aménagé à partir de cavités naturelles, sans doute dès les premiers temps de l'ère chrétienne (probablement IIe ou IIIe siècle). La tradition veut que saint Martial soit venu se retirer régulièrement dans ces grottes. Par la suite, une petite communauté monastique s'est employée à les agrandir. L'église daterait (selon Charles Connoué, spécialiste de l'architecture religieuse en Saintonge) du IXe siècle, mais elle est remaniée par la suite. Au XIe siècle, l'ermitage est un relais sur une voie secondaire du chemin de Saint-Jacques-de-Compostelle. Les pèlerins y trouvent alors un abri, puis les moines les font passer en barque de l'autre côté de l'estuaire de la Gironde, en Médoc, où ils poursuivent leur route vers Bordeaux et ses nombreux sanctuaires, ou Soulac et sa célèbre basilique Notre-Dame. Les moines de Mortagne ont également pour mission de secourir les marins en détresse. Cette communauté religieuse, assez réduite, reste en fonction jusqu'à la Révolution, où les derniers moines Récollets sont dispersés.
L'ermitage de Mortagne est classé monument historique depuis le 13 mars 1987. Il est ouvert à la visite.

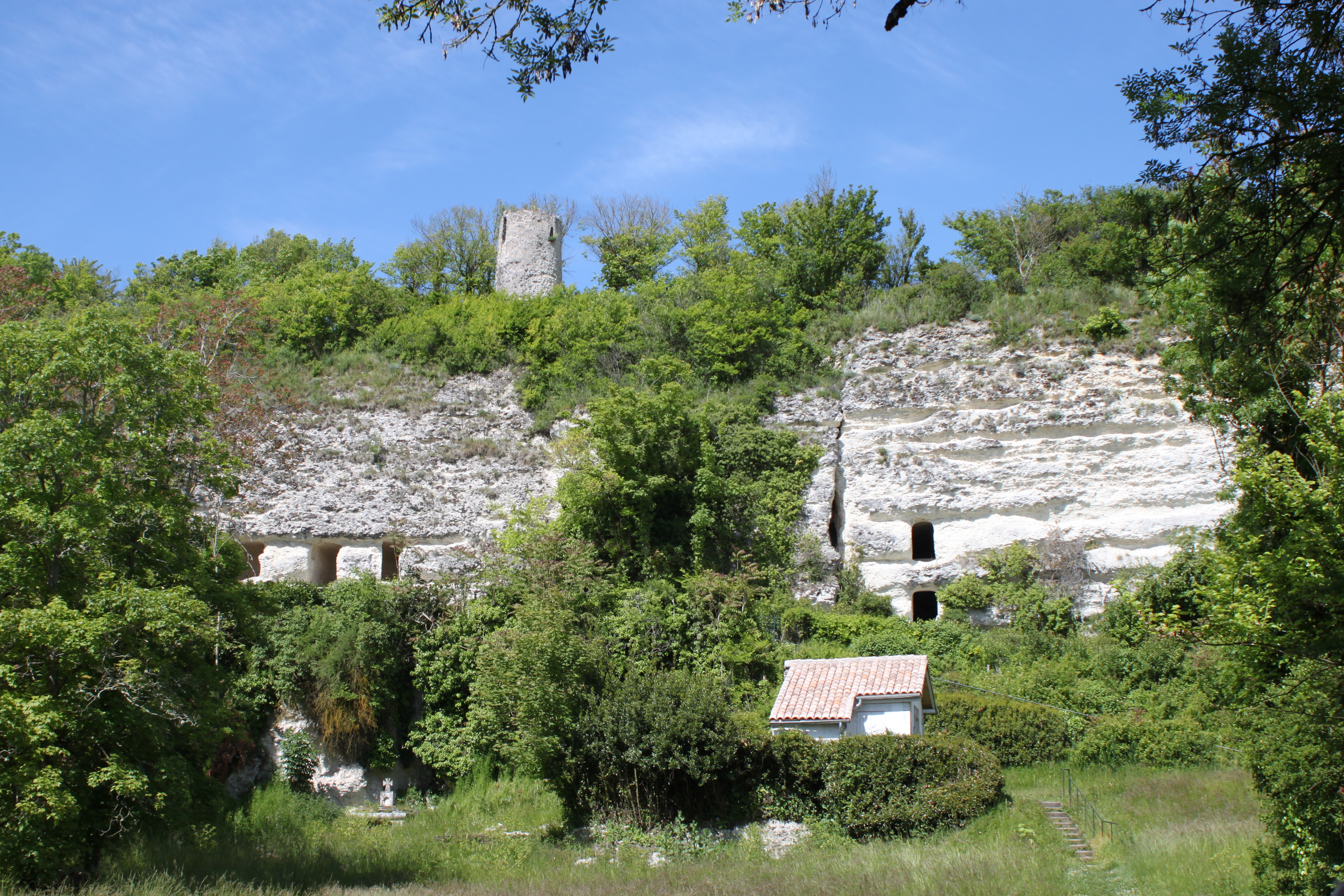
Ouvertures de l'ermitage.
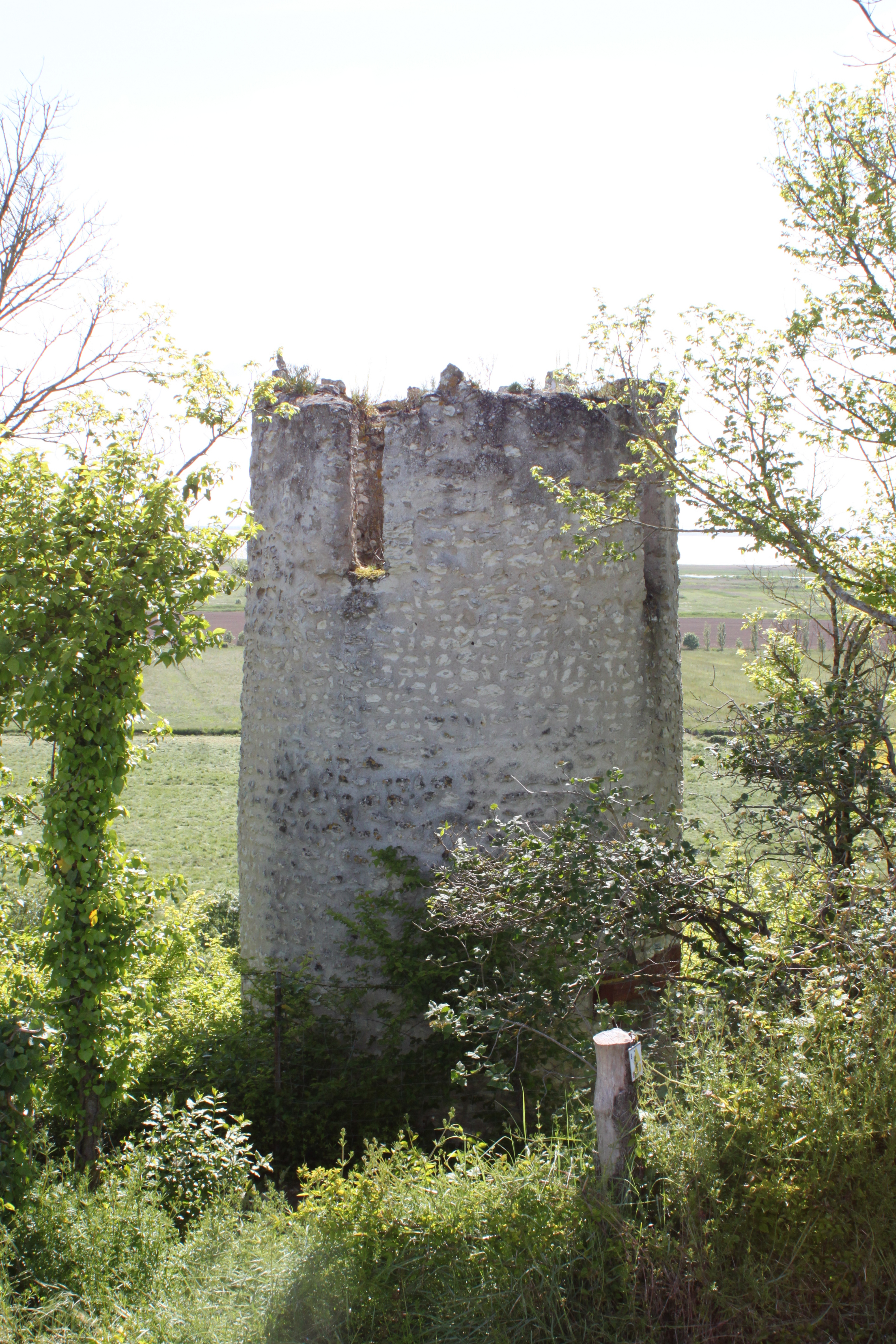
Ancien clocher de l'ermitage.
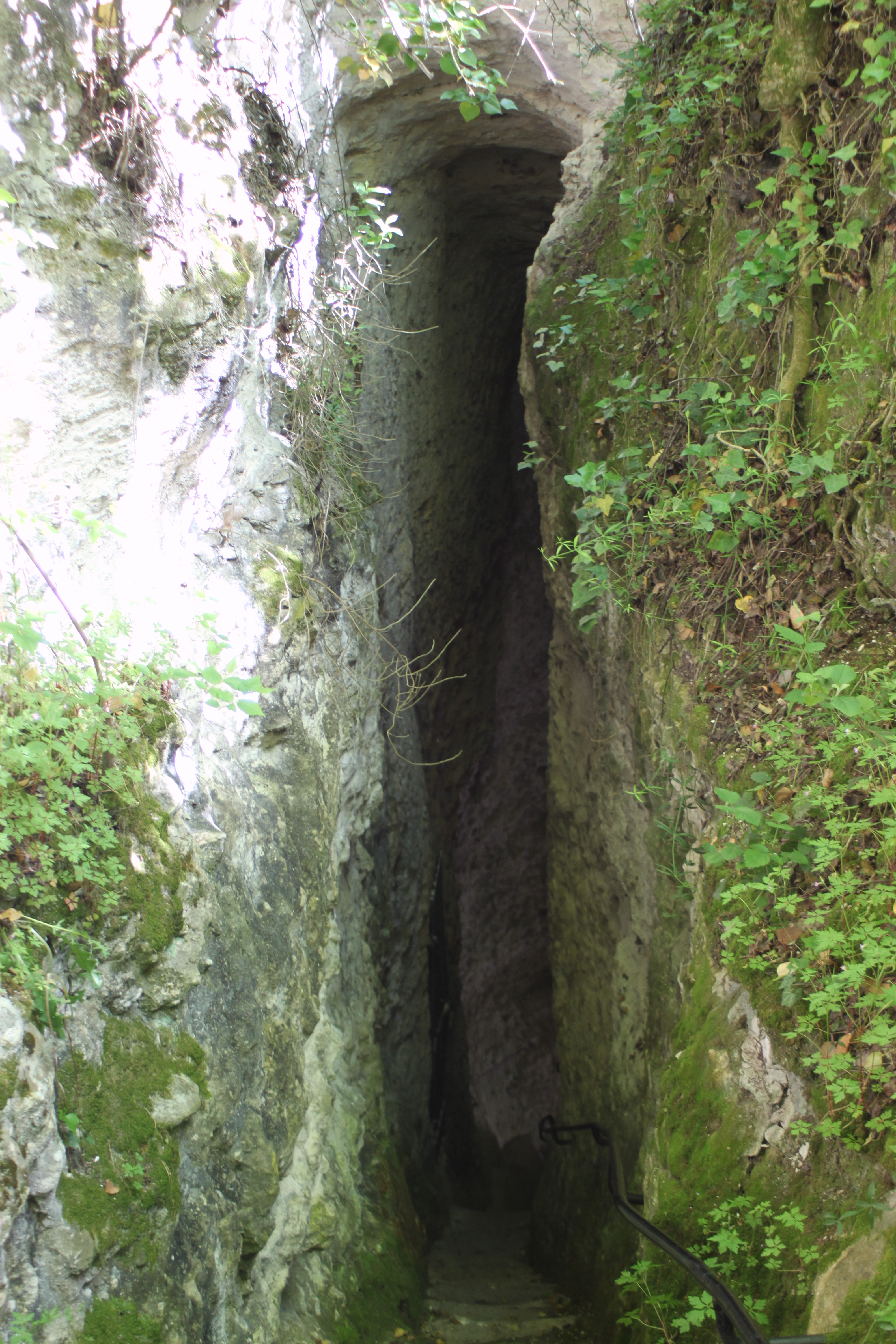
Accès supérieur ouvert dans une faille de la roche.

#### Église Saint-Étienne
Les origines de cette église remontent au moins au XIIe siècle, même s'il ne subsiste plus guère d'éléments datant de cette période, sinon quelques pans de murs (parties du chevet et du transept) et une série de chapiteaux historiés au niveau des croisillons (inscrits aux monuments historiques).

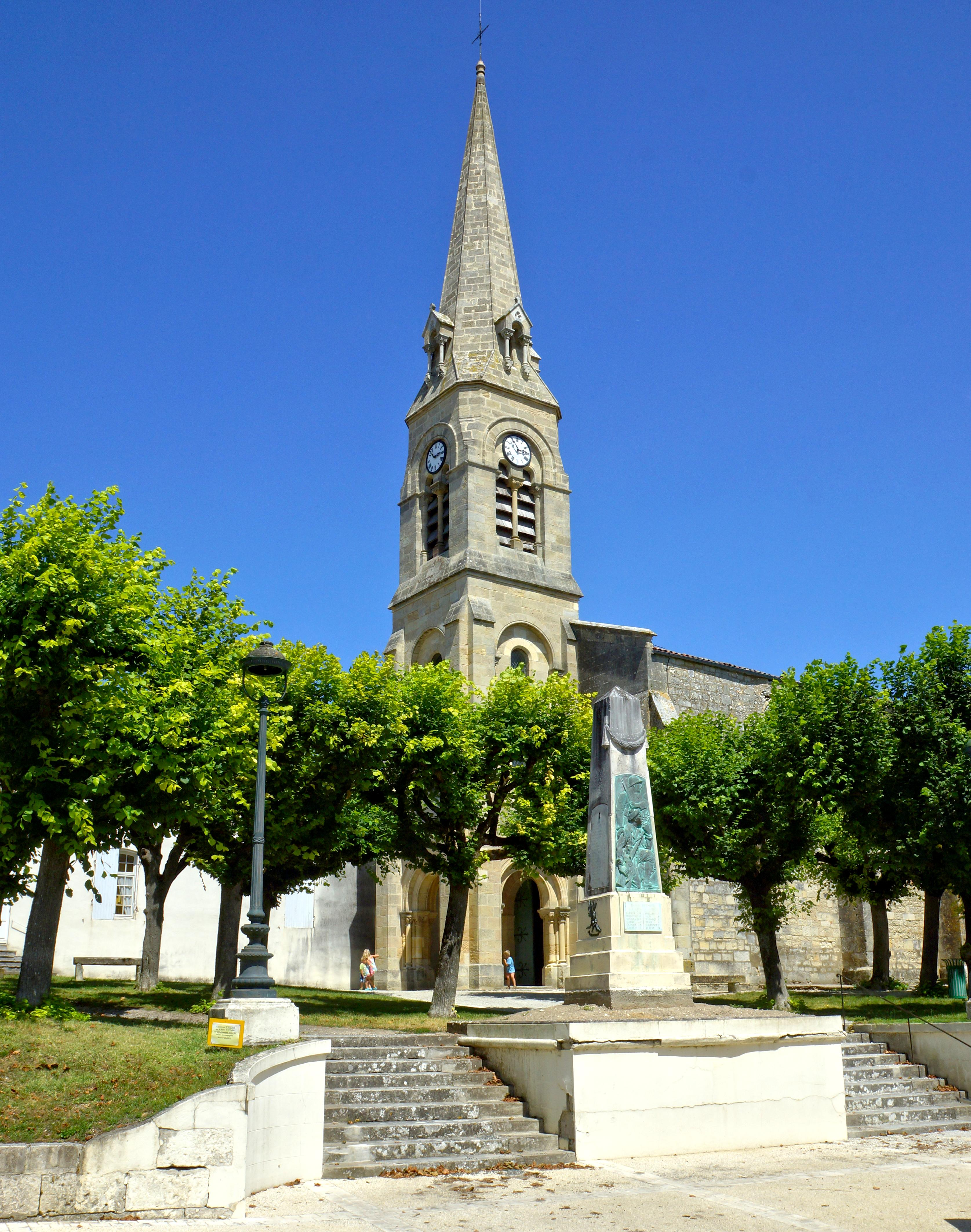
L'église Saint-Étienne de Mortagne-sur-Gironde.

Au Moyen Âge, elle est une des deux églises paroissiales de la ville, avec l'église Notre-Dame, aujourd'hui disparue. Siège d'un prieuré conventuel augustinien, elle a autorité sur plusieurs paroisses alentour, dont Cozes, Saint-Seurin-d'Uzet, Gémozac ou Champagnolles. Incendiée et pillée durant les guerres de Religion par les troupes d'Agrippa d'Aubigné, elle est reconstruite une fois la paix revenue, mais est de nouveau en fort mauvais état au début du XVIIIe siècle.
Une grande campagne de travaux est menée à partir de 1769, sous la direction du tailleur de pierre Martin Blondeau et du charpentier Daniel Maurice. Au siècle suivant, le clocher, fissuré, nécessite une surveillance constante. Après délibérations, il est finalement décidé d'en construire un nouveau. Deux architectes s'opposent quant au parti à mettre en œuvre : Gustave Alaux, adepte du style néogothique, et Antoine Brossard, tenant du néoclassicisme. La proposition d'Alaux l'emporte finalement, et en 1859, le clocher-porche en pierre de Bourg, couronné d'une flèche servant d'amer aux navigateurs, est édifié. Il est repris en 1870 par l'architecte Aimé Bonnet.
L'église Saint-Étienne, d'une grande sobriété, est en forme de croix latine. Elle comprend une nef unique de quatre travées, éclairée par une série de baies en plein cintre où ont été placés des vitraux colorés, issus des ateliers Dagrant et datant de 1889. Le transept conserve une série de chapiteaux médiévaux, seules survivances de l'ancienne église. Des pilastres servent d'appui à une voûte d'arêtes en anse de panier, qui couvre la quasi-totalité de l'édifice. En ciment armé, elle date de la fin du XIXe siècle et remplace un ancien lambris. De nombreux indices semblent indiquer la présence d'une crypte sous le croisillon nord ; la tradition veut que des compagnons de Charlemagne y aient été inhumés. Plusieurs religieux et différentes personnalités mortagnaises sont enterrées sous les dalles de l'église, suivant une coutume ancienne.
Le mobilier de l'église comprend un retable d'époque Louis XVIII, dans un goût proche de celui de Saujon, une chaire Louis XIII, un chemin de croix du XVIIIe siècle et une statuaire datant essentiellement du XIXe siècle.

### Musée de Mortagne
Depuis l'été 2003, Mortagne-sur-Gironde a aménagé un petit musée local, implanté dans l'ancien embarcadère construit par l'ingénieur Charles Fernand Lasne à proximité de l'actuel port de plaisance. Il retrace l'histoire du village au moyen d'un fonds original de 300 reproductions de cartes postales anciennes. Animé par une association communale, L'Embarcadère, il a pour but de faire connaître aux visiteurs l'histoire et le patrimoine de cette petite cité des bords de Gironde. L'entrée du musée est gratuite.
La présence de ce musée permanent contribue activement à l'animation touristique et culturelle de la rive droite de la Gironde.

### Langue saintongeaise

Aire linguistique du Saintongeais.

La commune est située dans l'aire linguistique du saintongeais, un dialecte faisant partie de la famille des langues d’oïl, branche des langues romanes, qui comprend également le français, l’angevin le picard et le poitevin avec lequel il est souvent regroupé dans un domaine plus vaste, le poitevin-saintongeais.
Le saintongeais  (saintonjhais) est la langue vernaculaire parlée en Saintonge ainsi que dans une partie de l'Aunis, de l'Angoumois, mais aussi dans quelques enclaves de Guyenne (Pays Gabay ou Grande Gavacherie, Petite Gavacherie autour de Monségur dans l'Entre-deux-Mers et enclave du Verdon, en Médoc). On l’appelle parfois aussi le charentais ou encore le patois charentais. Les locuteurs sont dits patoisants.
Le saintongeais a fortement influencé l’acadien et en conséquence, par ricochet, le cadien ; quant au québécois, il a été influencé par les parlers tels que le normand, le francien et le saintongeais.
La langue saintongeaise présente de nombreux traits communs avec des langues telles que le cadien ou l'acadien, ce qui s'explique par les origines saintongeaises d'une partie des émigrants vers la Nouvelle-France au XVIIe siècle.

### Gastronomie

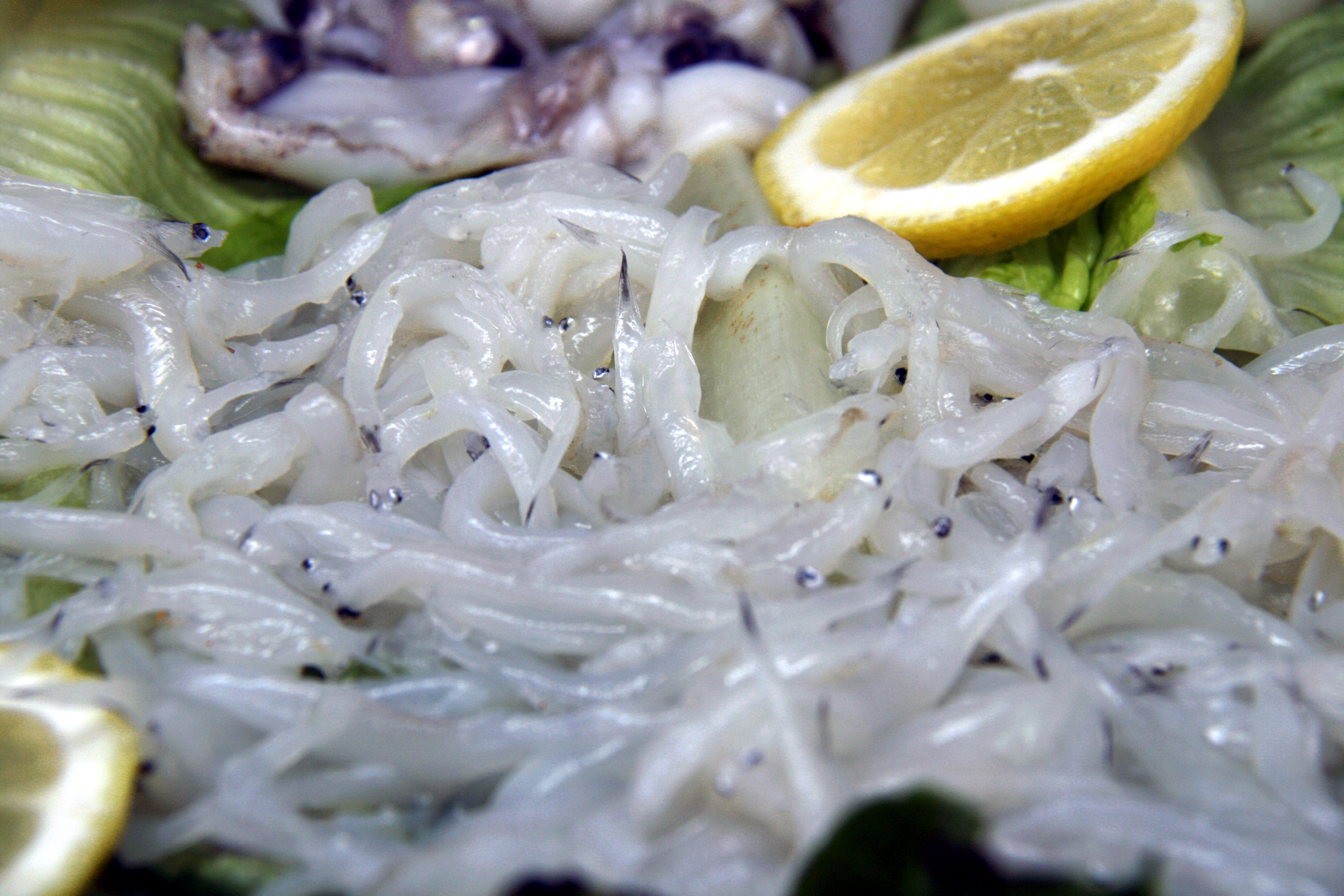
Les pibales, pêchées dans la Gironde, sont une spécialité de Mortagne.

La gastronomie saintongeaise est principalement axée sur trois types de produits : les produits de la terre, les produits de la mer et les produits de la vigne.
Les préparations à base de viande de porc occupent une place prépondérante dans la cuisine régionale : ainsi des gratons ou des grillons, sortes de rillettes à base de viandes rissolées et confites dans leur graisse, du gigourit, un civet mêlant sang, gorge, foie et oignons, ou de la sauce de pire, à base de fressure, d'oignons et de vin blanc de pays.
La cuisine saintongeaise intègre tout naturellement de nombreuses recettes à base de cagouilles, le nom local de l'escargot petit-gris. Animal tutélaire de la Saintonge, il est notamment cuisiné à la charentaise, c'est-à-dire cuit dans un court-bouillon agrémenté de vin blanc, d'ail et de mie de pain.

Zone de production du cognac et du pineau.

Parmi les autres spécialités locales, il convient de noter également les pibales (alevins d'anguille pêchés dans la Gironde, spécialité de la ville (mais aussi de Blaye), les huîtres de Marennes-Oléron, les sardines de Royan, les « thyeusses de gueurnouilles » (cuisses de grenouilles) ou encore la sanglette, une galette préparée à base de sang de poulet et d'oignons cuits.
Les desserts traditionnels sont issus de la cuisine paysanne : millas (gâteau à la farine de maïs, qu'on retrouve dans une grande partie du Sud-Ouest de la France), galette charentaise, au beurre Charentes-Poitou, ou encore merveilles (beignets).
Les vignes de la région servent à la confection d'eaux-de-vie réputées, telles que le pineau des Charentes et plus encore, le cognac. La commune de Mortagne-sur-Gironde est ainsi intégralement située dans la zone de production des  Bons Bois.

### Mortagne dans la culture populaire
Une bande dessinée, Le Sorcier de la Falaise se passe à Mortagne-sur-Gironde, en septembre 1957. Le calme de ce village de province est brisé par la découverte du corps d'une femme sauvagement assassinée. Maître Berger, un avocat bordelais enquête. Qui a tué Juanita Villa ? Noël Caraman, ex-star de cinéma, le maire ou le sorcier ? Finies les suppositions, un autre crime vient d'être commis…

### Personnalités liées à la commune
Nées à Mortagne :
- Ausone d'Angoulême ou Saint-Ausone, premier évêque d'Angoulême.

### Héraldique
| Blason | Blasonnement : D'azur au pal d'or accosté de six losanges du même. |

## Pour approfondir